# Foreman
Foreman – miasto w Stanach Zjednoczonych, w stanie Arkansas, w hrabstwie Little River.